# Максин, Алексей Михайлович
Алексей Михайлович Максин (17 апреля 1918, с. Малые Крюки, Курская губерния — 26 августа 1944, с. Емелиты Старые, Белостокская область) — советский военный, Герой Советского Союза, сержант, старшина роты 1266-го стрелкового полка 385-й стрелковой дивизии 50-й армии 2-го Белорусского фронта, участник Великой Отечественной войны.

## Биография
Родился 17 апреля 1918 в селе Малые Крюки (ныне — Обоянского района Курской области) в семье крестьянина. Русский. Член КПСС с 1944 года Образование начальное.
Работал в колхозе, затем трактористом на Обоянской МТС.
В РККА с 1939 года.
На фронте в Великой Отечественной войне с августа 1942 года.
27 июня 1943 года во время форсирования реки Днепр в районе деревни Дашковка в Могилёвской области, старшина роты 1266-го стрелкового полка 385-й стрелковой дивизии 50-й армии 2-го Белорусского фронта сержант Максин одним из первых в числе наступающих форсировал его, и с призывом «За Родину!», «За Сталина!» пошёл на штурм вражеской обороны, увлекая за собой личный состав батальона. В рукопашной схватке уничтожил гранатами и огнём автомата 15 немцев, за что был представлен к присвоению звания Герой Советского Союза.
27 июля 1944 года в дивизионной газете «За Сталина!» сообщалось о подвиге Алексея Максина в бою за освобождение белорусской деревни Дашковка.

«Наша рота, — писал сержант Горшков, — далеко выдвинулась вперёд к населённому пункту, фланги её оказались открытыми. Воспользовавшись этим, враг взял нас в огневой мешок. С фронта и обоих флангов обрушил на нас сильный огонь. Залечь здесь и задержаться означало всем погибнуть. Эти минуты определяли, кто же среди нас лучший, гордость и опора роты. И первым поднялся во весь рост один из лучших воинов — сержант коммунист Максин.
— За Родину, в атаку! — крикнул он. Встали красноармеец Денисов и старшина Занковенко, А через секунду вся рота, словно поднятая ветром, взметнулась вперёд на врага. Бойцы не замечали свиста пуль. Всё быстрее и быстрее бежала наша цепь к обороне врага. Первым достиг траншеи сержант Максин. Пять фрицев оказалось перед ним. Очередь из автомата — три упали замертво. Остальных докончил подоспевший Денисов.
Благодаря таким бойцам, как коммунист Максин, рота с малыми потерями ворвалась в населённый пункт и вырвала его у врага…»
— Курская книга памяти. Куряне — Герои Советского Союза.
Погиб в бою при освобождении села Емелиты Старые 26 августа 1944 года.
Первоначально был похоронен на месте гибели, позднее перезахоронен на воинском мемориале в польском городе Остроленка.
Указом Президиума Верховного Совета СССР от 24 марта 1945 года за образцовое выполнение боевых заданий командования на фронте борьбы с немецко-фашистскими захватчиками и проявленные при этом мужество и героизм сержанту Максину Алексею Михайловичу присвоено звание Героя Советского Союза с вручением ордена Ленина и медали «Золотая Звезда».

## Награды
- Медаль «Золотая Звезда» Героя Советского Союза (24.03.1945).
- Орден Ленина (24.03.1945).

## Память
- Имя Героя высечено золотыми буквами в зале Славы Центрального музея Великой Отечественной войны в Парке Победы города Москва.